# Konrad von Wittelsbach
Konrad von Wittelsbach (ur. 1120/25, zm. 25 października 1200) – arcybiskup Moguncji i Salzburga oraz kardynał Świętego Kościoła Rzymskiego. Był pierwszym w historii kardynałem, który jednocześnie był także biskupem rezydencjonalnym (nie licząc diecezji suburbikarnych).

## Życiorys
Był synem Ottona hrabiego Wittelsbach oraz bratem Ottona I, księcia Bawarii. OD 1156 udokumentowany jest jako kanonik regularny przy katedrze w Salzburgu. Na synodzie w Lodi w 1161 cesarz Fryderyk I Barbarossa mianował go arcybiskupem Moguncji, który to urząd wiązał się z godnością arcykanclerza Niemiec. Na tym samym synodzie cesarz udzielił poparcia antypapieżowi Wiktorowi IV, wybranemu dwa lata wcześniej w opozycji do papieża Aleksandra III. W 1164 zmarł Wiktor IV, a jego zwolennicy wybrali na jego następcę Paschalisa III. Konrad opowiedział się wówczas za uznaniem Aleksandra III, co poróżniło go z cesarzem, który wsparł antypapieża. W rezultacie musiał uchodzić do Francji, a następnie do Rzymu. Ponieważ Fryderyk pozbawił go archidiecezji mogunckiej, mianując na jego miejsce arcybiskupa Chrystiana, papież Aleksander III w ramach rekompensaty w 1165 kreował go kardynałem prezbiterem S. Marcelli i prokuratorem (administratorem) diecezji sabińskiej. 16 kwietnia 1166 został mianowany kardynałem biskupem Sabiny. Święcenia kapłańskie i sakrę biskupią przyjął z rąk Aleksandra III w Rzymie w dniach 18–19 grudnia 1165. Nadto w 1167 został administratorem diecezji Sora w Kampanii, jednak przez cały ten czas uważał się za prawowitego arcybiskupa Moguncji. Między 1169 a 1177 Aleksander III wysyłał go kilkakrotnie z misjami legackimi do północnej Italii, Bawarii i prawdopodobnie także do Czech.
W 1177 doszło do pojednania Aleksandra III z Fryderykiem I. W podpisanym wówczas Traktacie Weneckim papież uznał Chrystiana za arcybiskupa mogunckiego, podczas gdy Konrad jako rekompensatę otrzymał arcybiskupstwo Salzburga. Kiedy jednak w 1183 Chrystian zmarł, Konrad powrócił na stanowisko metropolity mogunckiego i piastował je już do śmierci. W tym czasie przebudował i odnowił moguncki kościół katedralny. Od 1179 roku Konrad piastował także godność legata papieskiego w Niemczech.
W latach 1197–1199 sprawował funkcję legata papieskiego w Ziemi Świętej. W trakcie tej legacji ingerował w spory dynastyczne w Księstwie Antiochii, a ponadto, za zgodą papieża, koronował na króla władcę Armenii Leona I jako wasala Cesarstwa.
Jako kardynał sygnował bulle papieskie między 18 marca 1166 a 26 listopada 1199. Od 1181 roku był dziekanem Kolegium Kardynalskiego. Zmarł w Riedfeld w trakcie powrotu z legacji na Węgrzech.